# Marina Logvinenko
Marina Viktorovna Dobrančeva, coniugata Logvinenko (in russo Марина Викторовна Добранчева-Логвиненко?; Šachty, 1º settembre 1961), è un'ex tiratrice a segno russa, fino al 1991 sovietica.
Il suo nome da nubile è Marina Viktorovna Dobrančeva (Марина Викторовна Добранчева).

## Palmarès

### Olimpiadi
- 5 medaglie:
  - 2 ori (Barcellona 1992 nella pistola 10 m aria compressa[1]; Barcellona 1992 nella pistola 25 m[1])
  - 1 argento (Atlanta 1996 nella pistola 10 m aria compressa[2])
  - 2 bronzi (Seul 1988 nella pistola 10 m aria compressa[3]; Atlanta 1996 nella pistola 25 m[2])